# 静岡県道222号上青島焼津線
静岡県道222号上青島焼津線（しずおかけんどう222ごう かみあおじまやいづせん）は、静岡県藤枝市と焼津市を東西につなぐ路線である。通称・青島焼津街道。

## 概要
起点から藤枝市瀬戸新屋までは旧東海道。その後、藤枝駅前の一筋北側を通り、水上交差点を起点とする都市計画道路青島焼津線（藤枝駅前では県道の信号ひとつ北側を通り、小石川町2丁目交差点から片側2車線）に、小石川町3丁目の三差路で合流する形になっている。
片側2車線区間は藤枝、焼津両市の中心市街地を結ぶ幹線道路となっている。沿線に郊外型のロードサイド店舗が立ち並び、特に藤枝市築地（ついじ）交差点を中心を先頭にたびたび渋滞が起きる。

### 路線データ
- 起点：藤枝市上青島（一里山交差点）
- 終点：焼津市城之腰（じょうのこし）
- 車線数：藤枝市小石川町 - 焼津市三ケ名片側2車線、その他片側1車線

## 通過する自治体
- 静岡県
  - 藤枝市 - 焼津市

## 接続路線
- 静岡県道381号島田岡部線
- 静岡県道356号善左衛門藤枝停車場線
- 静岡県道225号藤枝停車場線
- 静岡県道33号藤枝大井川線
- 静岡県道215号伊久美藤枝線
- 静岡県道224号大富藤枝線
- 国道150号
- 静岡県道416号静岡焼津線
- 静岡県道31号焼津榛原線

## 沿線他の施設
- 県藤枝総合庁舎（県行政センター）
- 救急医療センター
- 藤枝市立青島小学校
- 藤枝市武道館
- 藤枝市民体育館
- 藤枝市文化センター

- 藤枝駅
- 西焼津駅
- 焼津市立豊田小学校
- 焼津市文化センター
- 焼津市立焼津中学校